# Suché
Suché este o comună slovacă, aflată în districtul Michalovce din regiunea Košice. Localitatea se află la altitudinea de 133 m deasupra n.m., se întinde pe o suprafață de 7,3 km2 și în 2017 număra 389 de locuitori.

## Istoric
Localitatea Suché este atestată documentar din 1266.

## Demografie
| An:                | 1994 | 2004   | 2014   | 2024   |
| ------------------ | ---- | ------ | ------ | ------ |
| Număr de persoane: | 438  | 427    | 396    | 424    |
| Diferență:         |      | −2,51% | −7,25% | +7,07% |

| An:                | 2023 | 2024   |
| ------------------ | ---- | ------ |
| Număr de persoane: | 420  | 424    |
| Diferență:         |      | +0,95% |